# Liljesparre
Liljesparre var en lågfrälseätt från Småland. Ättens äldsta led finns inte i kända dåtida källor. De är baserade på släktböcker från 1500-talet. Enligt Biskop Hans Brasks släktbok och Anna Pedersdotter Bielkes släktbok skall släktens stamfader ha varit Erland Jönsson.

Vapen: förde tre liljor ovanför en sänkt sparre eller olika kombinationer av en sparre och liljor.

## Generation 2
Jöns Erlandsson (son till Erland Jönsson) uppges ha bott i ”Nässio” eller ”Nessie” och hade sönerna Peder och Abjörn.

## Generation 3
Peder Jönsson (son till Jöns Erlandsson) uppges ha bott i Böjeryd i Gryteryds sn i Västbo härad i Småland eller i ”Nessie”. Han hade sönerna Jöns, Olof och Bengt samt dottern Kadrin.
Abjörn Jönsson (son till Jöns Erlandsson) nämns 25 mars 1430. Han var gift med Ingrid, dotter till Lasse Eskilsson (stjärna) och Botil Tubbadotter (kvadrerad sköld). De hade sönerna Jöns, Lasse, och Bengt samt döttrarna Märta, Botil och Bengta.
Släkten utdog med major Olof Liljesparre (död 1673) på Fylleskog, vars stambok länge fanns i arkivet på Tidö.